# Försvarshögskolans studentkår
Försvarshögskolans Studentkår, FHSSK, är en av studentkårerna vid Försvarshögskolan. Försvarshögskolans studentkår representerar studenter vid Försvarshögskolans samtliga program med undantag för officersprogrammet (de sistnämnda representeras istället av Militär- och Försvarshögskolans kadettkår).
Studentkåren är ansluten till SSCO, Stockholms studentkårers centralorganisation och SFS, Sveriges förenade studentkårer.
Dess  valspråk är Praesentia studia securitas futura, vilket betyder "dagens studier - morgondagens säkerhet".
Kåren har fyra sektioner som arbetar direkt under kåratyrelsen: 
- Sektionen för officersprogrammet
- Civila sektionen
- Doktorandsektionen
- Sektionen för högre militär utbildning

Därtill har studentkåren två utskott: det studiesociala utskottet och arbetsmarknadsgruppen Kompass.
Studentkåren arbetar med utbildningsfrågor, studentinflytande, studiemiljö, jämställdhetsfrågor och mycket annat.
Kårstyrelsen väljs på ettårsbasis och leds av kårordföranden.

## Kårordförande
- 2016-2017: Linnéa Nyberg.[4]
- 2017-2018: Emma Louise Junenkrantz.[5]
- 2018-2019: Nike Hafström
- 2019-2020: Ida Lewenhaupt[6]
- 2020-2021: Viktorija Pesic.[7]
- 2021-2024: Rasmus Lindstedt.[8]
- 2024-pågående: Iris Weström.[9]